# Adamowa Góra
Adamowa Góra is een plaats in het Poolse district  Sochaczewski, woiwodschap Mazovië. De plaats maakt deel uit van de gemeente Młodzieszyn en telt 150 inwoners.